# Бакка (Сирія)
Бакка (англ. Bakka, араб. بكا) — поселення в Сирії, що складає невеличку друзьку общину в нохії Зайбін, яка входить до складу мінтаки Сальхад в південній сирійській мухафазі Ас-Сувейда.